# Méliphage de Kadavu
Meliphacator provocator
Genre
Espèce
Statut de conservation UICN

 LC  : Préoccupation mineure
Le Méliphage de Kadavu (Meliphacator provocator) est une espèce de passereau méliphage de la famille des Meliphagidae.

## Répartition
Il est endémique de l'archipel de Kadavu (îles Fidji).

## Habitat
Il habite les forêts humides tropicales et subtropicales de basse altitude et les mangroves.